# Chef's Chocolate Salty Balls
«Chef's Chocolate Salty Balls» (en España «Las Bolas Saladas de Chocolate del Chef» y en Hispanoamérica «Las Bolas Saladas de Chocolate») es el noveno episodio de la segunda temporada de la serie animada South Park.

## Trama

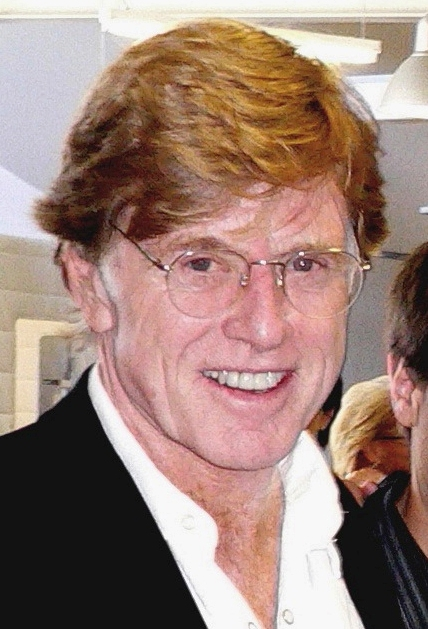
Robert Redford es parodiado como villano en el episodio.

Robert Redford, fundador del Festival de Cine de Sundance decide trasladar la sede del festival de cine de Park City, Utah, al pequeño pueblo de South Park al ver que Park City se había convertido en un pequeño pueblo similar a Hollywood.
Al organizarse el festival, varios turistas de Hollywood llegan al pueblo a la espera de que una celebridad, ya sea actor o director, llegue al pueblo. Mientras tanto en la escuela primaria, el Sr. Garrison le da como tarea a los niños ver las películas independientes del festival y al final hacer un reporte de ellas.
Aprovechando la cantidad de gente en el festival; Chef decide poner su puesto de ventas para vender varias de sus recetas, sobre todo dulces. Entre los dulces había galletas y la especialidad de chef; bolas saladas cubiertas de chocolate. Cartman por su parte decide no ver ninguna película del festival al creer que el cine independiente era "vaqueros gay comiendo pudín". Stan decide acompañar a Wendy a ver las películas, lo que genera miedo en sus amigos ya que el cine unía para siempre a parejas de novios.
Kyle esa noche en el inodoro escucha al Sr. Mojón quien lo llama desde las alcantarillas. Convencido de que necesita ayuda, Kyle llama a sus amigos, además de ver por casualidad al Sr. Ramita (Mr. Twig) y al Sr. Garrison, encuentran al Sr. Mojón gravemente enfermo a consecuencia de que su ecosistema había sido afectado por los turistas yuppie quienes consumen tofu y Cuscús. Tal comida había sido buscada vanamente en el puesto de Chef por Redford y su esposa.
Por tanto, Kyle y los chicos aparecen antes de la exposición de una película para advertir el peligro que corre el Sr. Mojón y les exige a organizadores y turistas que se vayan del pueblo. No obstante, la gente cree que Kyle promociona el guion de una película. Un agente convence a Cartman de venderle los derechos del ficticio guion. Los locales del pueblo y sus habitantes se empiezan a cansar del festival el cual solo traía comerciales y Kitsch de Hollywood. A su vez Chef ve que a pesar del éxito de sus ventas el pueblo se va devastando a causa del festival. La asistente de Redford también es consciente de como el pueblo se va corrompiendo por la publicidad, lo cual era el objetivo de Redford, corromper a este y muchos pueblos más convirtiéndolos en pequeños Hollywoods. Stan por su parte comienza a salir al festival de cine con Wendy, y su enamoramiento es tal que vomita sobre las personas que hay cerca en el cine.
El estado de salud del Sr. Mojón empeora a su vez que se entera del fallido intento de Kyle y los chicos de sacar a la gente del festival, Kyle pide que salga para demostrar que es real pero el Sr. Mojón dice no poder salir a menos que sea Navidad. Por otra parte una nueva película se estrena basándose en la "historia" de Kyle; protagonizada por Tom Hanks como Kyle y un pequeño mono como el Sr. Mojón. Cartman gracias al éxito de esta película consigue dinero fácil vendiendo camisetas de la misma.
Cuando Redford se proponía a inaugurar un restaurante Hollywood Planet, Kyle trata de mostrarle a toda la gente que el Sr. Mojón es real, pero el Sr. Mojón se muestra pálido y al borde de la muerte por lo que al poco tiempo se encuentra falleciendo en el Hospital del pueblo y Chef al darle una de sus bolas saladas de chocolate recupera la vida. El Sr. Mojón con sus pocas fuerzas insta a la gente del festival a no hacer festivales de cine en pueblos pequeños por el daño que le causan a estos y al ecosistema del drenaje y que dichos festivales debían ser para que varios actores expusieran sus películas sin necesidad de la aparición de alguna celebridad de Hollywood. Dado que interrumpían el discurso de Redford en el que el festival volvería el año siguiente, Redford cruelmente ignora las suplicas del Sr. Mojón y lo arroja a una pared. El Sr. Mojón comiendo más bolas saladas de Chef viste una túnica roja y un sombrero de mago azul y elevándose con su magia provoca que las alcantarillas formen inundaciones y remolinos obligando así a los turistas a marcharse del pueblo, Redford y su esposa no alcanzan a huir y mueren a consecuencia de la erupción de excremento de las alcantarillas y el restaurante Hollywood Planet es destruido.
Los habitantes del pueblo se muestran agradecidos ya que el pueblo vuelve a ser como antes aunque lleno de excremento. El Sr. Mojón se disculpa por no darse cuenta de la magnitud de su poder mientras que Wendy acepta que el cine independiente no es tan bueno después de todo y Cartman burlonamente confiesa haberse enriquecido inescrupulosamente durante el festival.

## Muerte de Kenny
Kenny juega con un yo-yo a las afueras del cine donde estrenan la película del Sr. Mojón y Kyle y luego es pisoteado por la multitud que sale del cine. En lugar de decir las habituales frases de la muerte de Kenny, dos hombres dicen; "Oh Dios mio, me encontre un centavo", "Hijo de puta".